# Villa Mariani
La villa Mariani è un edificio civile privato situato nel comune di Bordighera, in via Fontana Vecchia, in provincia di Imperia.

## Storia

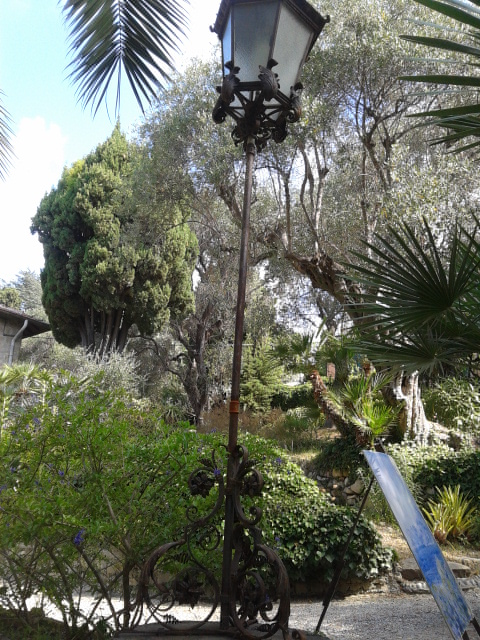
Lampione in ferro battuto
di Alessandro Mazzucotelli

La villa Pompeo Mariani è nata come cottage. Nel 1885 la contessa Fanshawe aveva chiesto all'architetto Charles Garnier di costruirle una residenza sulla collina di Bordighera. All'inizio si trattava di un cottage a un solo piano con seminterrato, la cui stanza principale era illuminata da una grande finestra tuttora esistente.
Pompeo Mariani, famoso pittore dell'epoca e nipote del celebre Mosè Bianchi, acquistò la proprietà nel 1909 e subito chiese agli architetti Luigi Broggi e Angelo Savoldi di ampliare l'edificio. Durante questo primo ampliamento la villa fu sopraelevata di un piano e furono creati dei balconi in legno sull'ala a nord-ovest ed un balcone sopra il portone d'ingresso, retto da colonne doriche.
Questo ampliamento vide la collaborazione di numerosi mastri artigiani di fama nazionale come l'ebanista Eugenio Quarti, che realizzò numerosi mobili, il bronzista Giovanni Lomazzi, che si occupò degli ottoni.
Alessandro Mazzucotelli si occupò delle decorazioni in ferro battuto. Particolarmente pregevole, oltre al cancelletto d'entrata ed i lampioni che decorano il giardino, lo splendido parapetto del balcone della camera da letto di Mariani, che reca la scritta "Ave Mariani pictor celeberrime el to Lisander ferreé", tuttora visibile su lato sud della villa.
Il secondo ampliamento, del 1914, fu affidato all'architetto e amico Rodolfo Winter, figlio del botanico Ludwig Winter. In questa occasione si decise di ampliare l'ala nord-occidentale, chiudendo i balconi e realizzando una terrazza che permetteva di ammirare la città bassa, il mare e la costa francese. 
La villa, dopo i lavori, raggiunse una superficie complessiva di 600 m². 
Nel 1884 Claude Monet soggiornò a Bordighera e visitò i giardini Moreno. Alcuni dei suoi quadri furono dipinti proprio nella zona che oggi corrisponde al giardino di villa Mariani. In una sua lettera datata 5 febbraio 1884, l'artista francese scriveva: … un giardino come questo è indescrivibile, è magia pura, tutte le piante del mondo crescono là nella terra e senza sembrar curate; è un groviglio di palme di ogni varietà, di ogni specie di aranci e mandarini....
La regina Margherita, senza preavvisare la sua visita, si presentò alla villa per congratularsi con l'artista per il ritratto di Umberto I. Mariani, che era in abiti da lavoro, prese qualche minuto per mettersi in ordine prima di presentarsi alla regina. Quando infine poté presentarsi alla porta della Specola sembra che la regina stesse già aspettando da dieci minuti. La visita si prolungò cordialmente e Mariani approfittò di quell'incontro per eseguire un rapido ritratto alla regina, ma da allora Mariani fu bonariamente soprannominato "il pittore che fece aspettare la regina". I ritratti fatti da Mariani sono ancora conservati presso l'Istituto internazionale di studi liguri.

## Descrizione
Gli interni, che sono visitabili, hanno mantenuto non solo gli arredi originali, ma anche numerosi oggetti personali dell'artista, come vestiti, cappelli, bastoni da passeggio, ecc. Il salone, che grazie all'ampliamento del Winter raggiunse i 90 m², conserva ancora la boiserie e una credenza in rovere realizzate da Eugenio Quarti. Su un mobile è posato un orologio a pendolo regalato da Arturo Toscanini, raffigurante una scena della Turandot di Giacomo Puccini, che fu amico dei due artisti. È curioso il fatto che Turandot, opera incompiuta alla morte di Puccini, fu terminata da Franco Alfano che soggiornò proprio a Bordighera nel 1926, nella villa delle Onde, mentre componeva l'opera Madonna Imperia. 
Nella sala da pranzo si trova una vetrinetta in ottone che Giovanni Lomazzi realizzò per l'esposizione universale di Parigi del 1889 e che gli valse la menzione d'onore. 
Al primo piano si può visitare la camera da letto dell'artista che è rimasta intatta. Sopra al letto sono collocate delle bacheche, realizzate da Quarti, in cui Mariani era solito tenere sempre dei fogli su cui poter eseguire degli schizzi. Sulla mensola della toeletta sono ancora conservati i rasoi e il borotalco dell'artista.
La villa, il parco, le pertinenze e tutto il contenuto della proprietà fanno parte degli immobili tutelati dalla Soprintendenza per i Beni Architettonici e Paesaggistici della Liguria.

### Lo studio

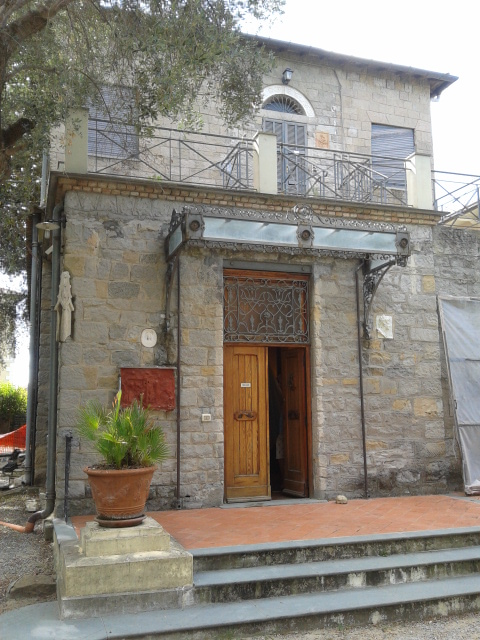
La facciata della Specola

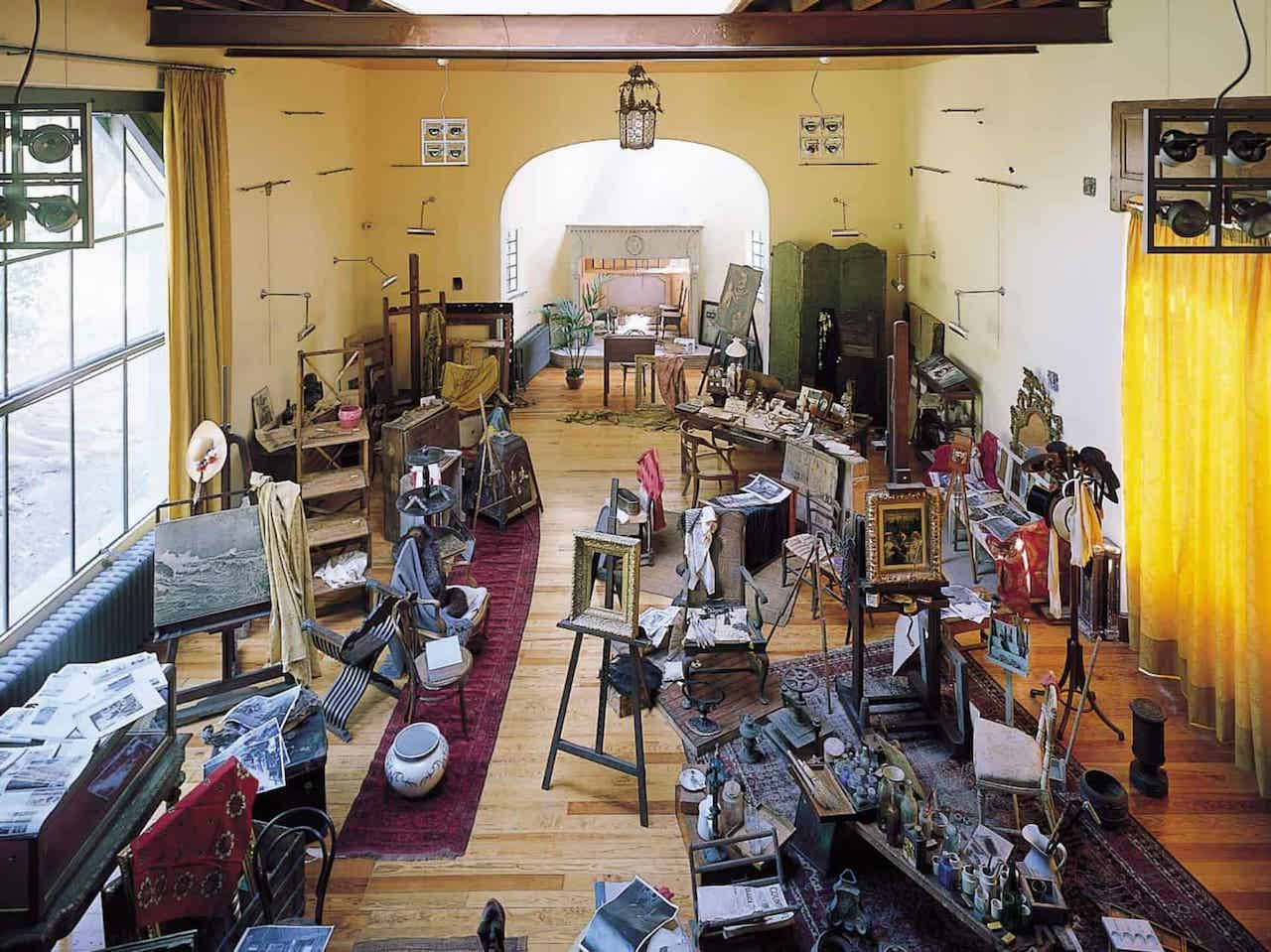
Studio Pompeo Mariani

Lo studio dell'artista, La Specola, si trova nei giardini della villa e fu realizzato dall'architetto Rodolfo Winter nel 1911. L'origine del nome è incerta, potrebbe derivare dal latino specula che significa osservare.
Mariani desiderava un grande atelier per potervi lavorare comodamente e per raccogliervi le sue collezioni d'arte (tappeti, porcellane, armi antiche ecc.). Per l'epoca furono usate delle tecniche di costruzione molte moderne. Si scavarono delle fondamenta molto profonde per poter sopportare eventuali piani superiori, che furono poi effettuati nel 1925 quando un nuovo edificio nascose la splendida vista dell'atelier.
Il laboratorio di Mariani era molto vasto, circa 250 m², ed era munito di ampie vetrate e di lucernario per avere nello studio una luminosità paragonabile all'esterno. Il portoncino d'ingresso è sovrastato da una lavorazione metallica e da una pensilina in ferro battuto con motivi floreali di Alessandro Mazzucotelli. A sinistra, sullo spigolo dell'edificio si trova un pinnacolo del duomo di Milano ed a destra un ritratto a bassorilievo della moglie di Mariani, Marcellina Caronni, opera di Paolo Troubetzkoy. 

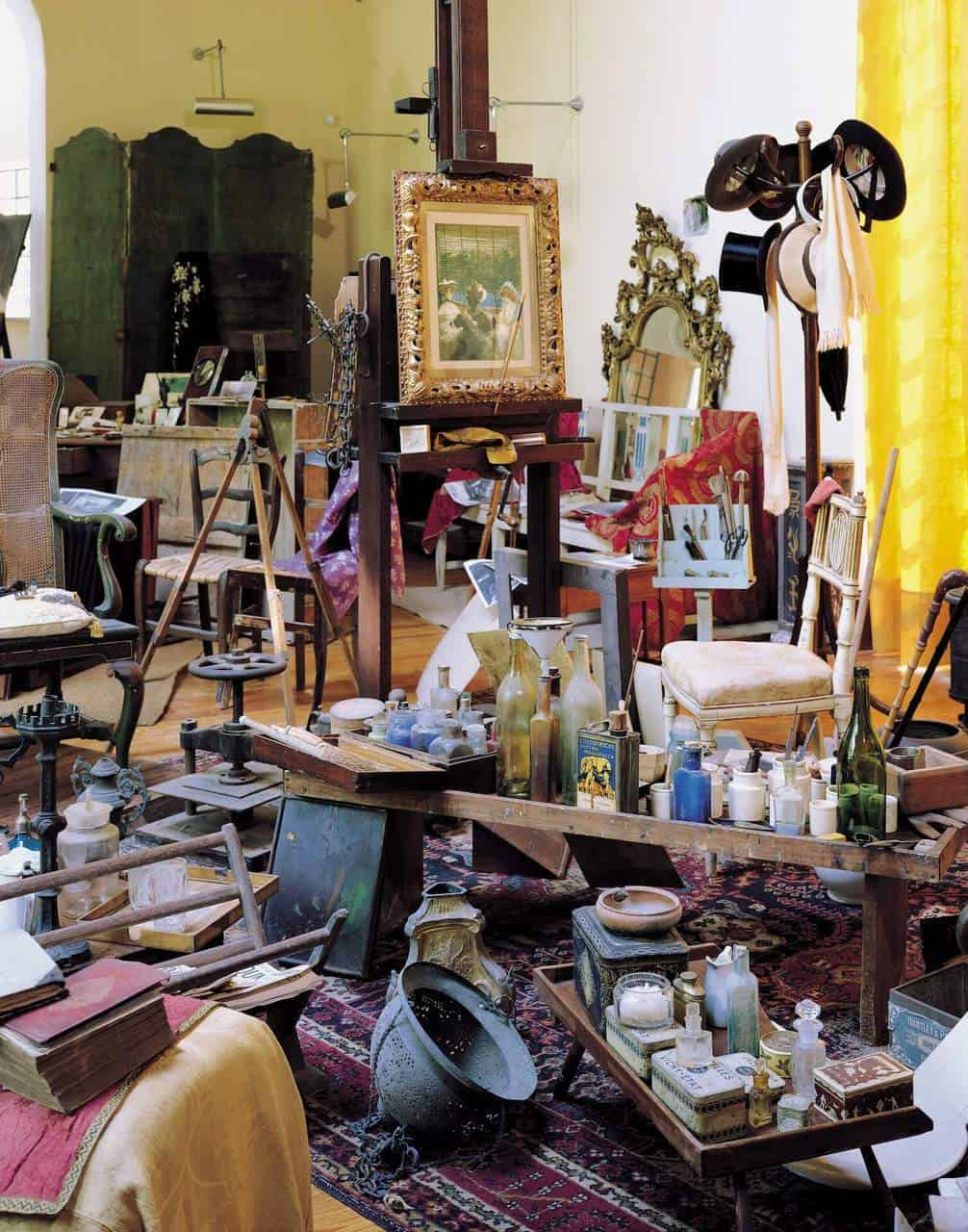
Studio Pompeo Mariani (interno)

L'ingresso è composto da un atrio in cui troneggia una libreria/scrivania, realizzata da Quarti, che inquadra una finestra. L'atrio e l'atelier sono separati da una parete in legno e vetro sempre di Eugenio Quarti. La stanza, molto grande, ha una sorta di abside in fondo, dove è collocato un camino del ‘700. Sopra l'ingresso era stato creato un soppalco che consentiva di osservare sia l'artista al lavoro che le sue opere. Il locale è ricco di oggetti personali dell'artista, che fece venire anche dagli altri suoi atelier nel 1914, quando si ritirò definitivamente a Bordighera, ma sono presenti anche le casse delle Biennali a cui partecipò, i cataloghi delle sue esposizioni, ecc. Particolarmente originale è una scatola/tavolozza che si fece realizzare per i suoi viaggi.
Pompeo Mariani non ebbe figli. Alla sua morte la proprietà di Bordighera passa prima alla moglie Marcellina Caronni e poi a Maria Caronni, una figlia illegittima che Marcellina ebbe prima di sposarsi con Mariani e che il pittore non adottò mai. In seguito le proprietà passeranno a Pompeo Lomazzi, il figlio che Maria Caronni ebbe con Mario Lomazzi. Quando Lomazzi morì senza figli, l'intero patrimonio passò alla cognata Stefania Scevak che trasmise il tutto a un privato. 
Dal 2008 villa Mariani fa parte dell'Associazione Dimore Storiche Italiane, ed è uno dei 200 atelier di pittori tra l'800 e il 900 ancora visitabili a livello mondiale.

### I giardini
I giardini della villa si sviluppano su una porzione degli antichi giardini Moreno, coprono una superficie di circa un ettaro e, come spesso capita a Bordighera, possono vantare alberi centenari. 

Ancora oggi si possono ammirare palme, piante di arance, mandarini, limoni e naturalmente numerosi ulivi, molti dei quali con un'età compresa fra i 200 e 400 anni. 
Vicino alla Specola vi sono due ulivi la cui età, stimata dal Corpo Forestale dello Stato, si aggira sui 500 anni. Tutti gli ulivi del giardino della villa appartengono alla varietà taggiasca, che ha una crescita particolarmente lenta. 
È interessante notare che ancora oggi si può riconoscere l'ulivo dipinto nel 1884 da Claude Monet nel suo quadro Studio di ulivi (oggi conservato in una collezione privata); nel giardino i punti di posa utilizzati da Monet sono segnalati da pannelli in cui è riprodotto il quadro eseguito dal pittore. 
Nel giardino è anche una fontanella, ingentilita da un mascherone cinquecentesco di origine toscana.
Dal 2008 i giardini fanno parte dell'associazione "Grandi Giardini Italiani" e la Regione Liguria li ha annoverati tra i 26 giardini più belli della regione..

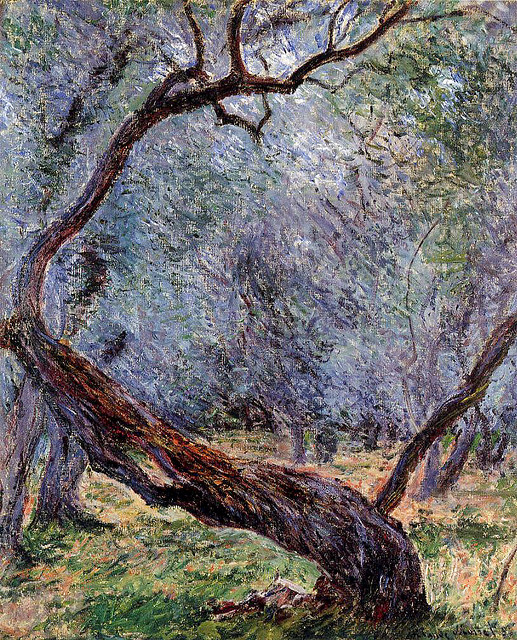
Claude Monet
Studio di ulivi (1884)
Questi stessi ulivi sono tuttora nel giardino di villa Mariani.

## Galleria d'immagini

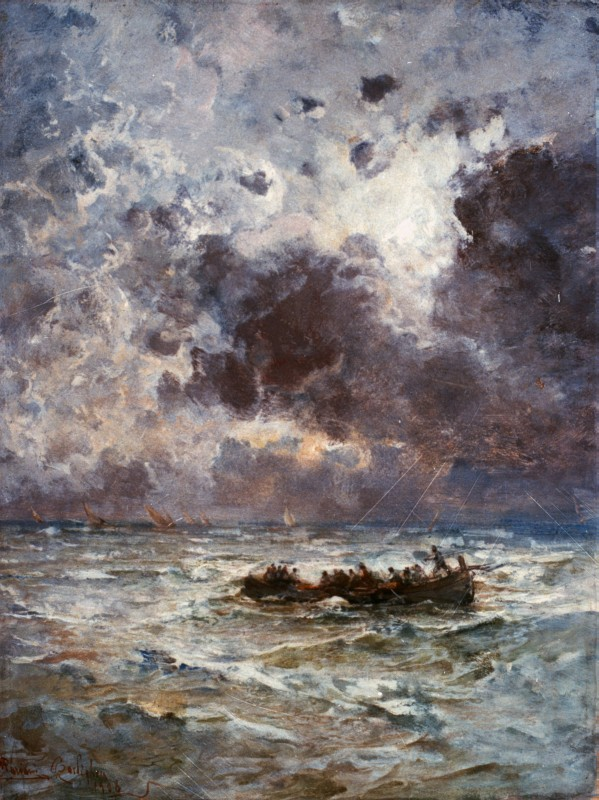
Marina a Bordighera Pompeo Mariani, 1908 Fondazione Cariplo
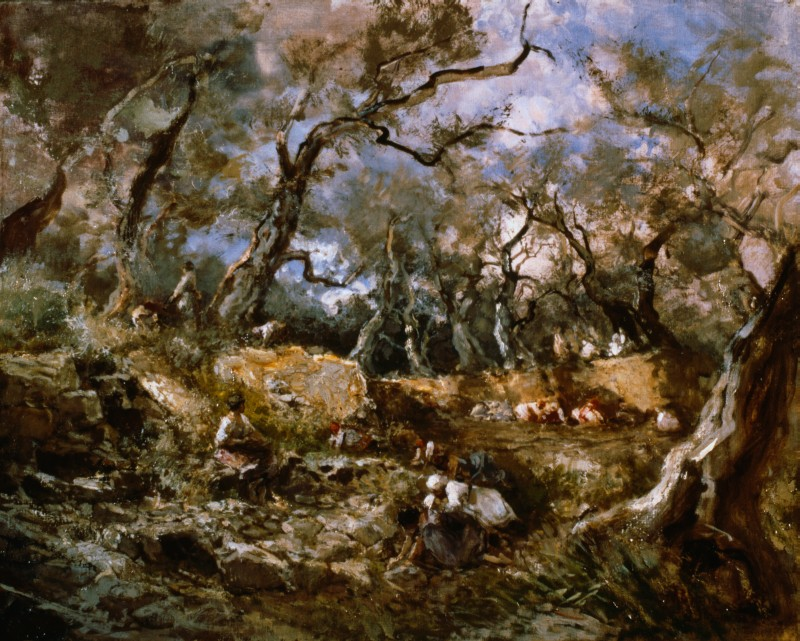
La raccolta delle olive a Bordighera Pompeo Mariani, 1917 Fondazione Cariplo
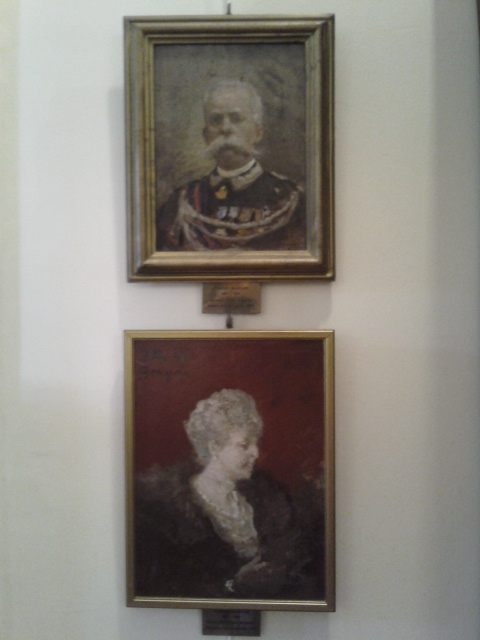
Ritratti di Umberto I e di Margherita di Savoia Pompeo Mariani Istituto internazionale di studi liguri
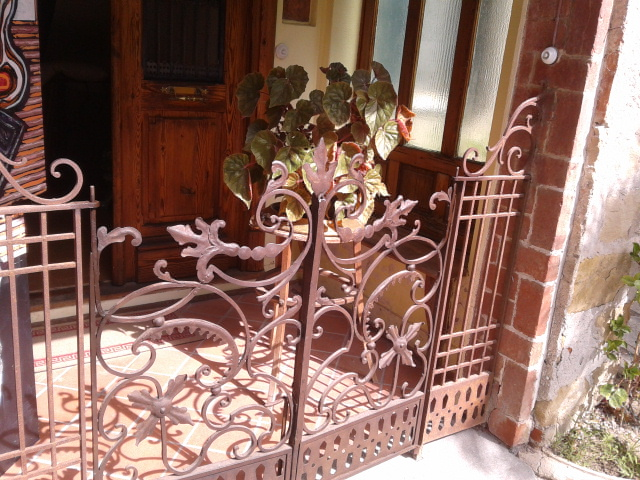
Cancelletto d'ingresso in ferro battuto Mazzucotelli
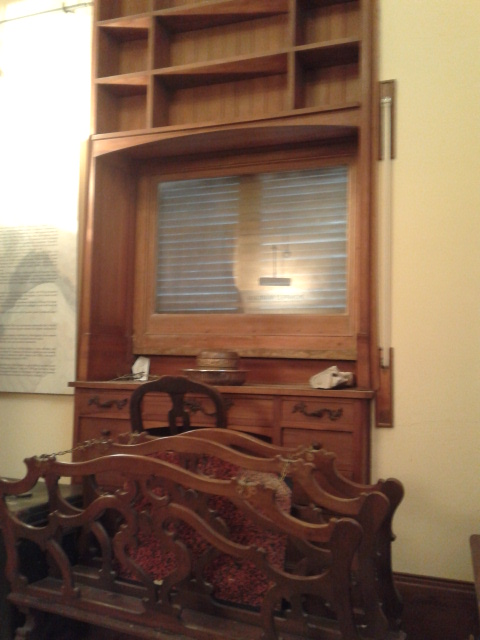
Biblioteca nella Specola opera di Eugenio Quarti